# Sitzschein
Sitzschein ist die umgangssprachliche Bezeichnung für eine Gruppe von Leistungsnachweisen an Hochschulen.

## Funktion
Den Studierenden wird damit die bloße Anwesenheit bei einer Lehrveranstaltung bescheinigt und die Prüfung gilt damit als bestanden. Eine reale Überprüfung des Lernerfolges findet entweder gar nicht oder allenfalls im Rahmen nachfolgender Prüfungen in anderen Fächern statt. Zwar kann in Einzelfällen durchaus – wie in der Schule – „mündliche Mitarbeit“ gefordert sein. Im Gegensatz zu einer mündlichen oder schriftlichen Prüfung müssen dafür jedoch keine transparenten und dokumentierten Kriterien angelegt werden.

## Fächer
Sitzscheine sind vereinzelt in den Geistes- und Gesellschaftswissenschaften üblich, in den naturwissenschaftlichen Fachbereichen werden sie abgelehnt und sind vielfach durch Prüfungsbestimmungen sogar verboten („Kein Schein ohne Leistung“). Obwohl die „Papierscheine“ mit dem Aufkommen elektronischer Prüfungsdatenbanken um die Jahrtausendwende entfallen sind, hat sich das Wort als Bezeichnung für Lehrveranstaltungen ohne Prüfung erhalten.